# Lepokole
Lepokole is een dorp in het district Central in Botswana. De plaats telt 955 inwoners (2011).